# Наваррская компания
Наваррская компания — имеющееся в современных исторических трудах обобщающее название для группы наёмников (в основном происходящих из Наварры и Гаскони), воевавшей на территории материковой Греции и прилегающих островов на стороне франкских государств в конце XIV — начале XV веков.

## Появление
Впервые Наваррская компания появилась во время борьбы наваррского короля Карла II против французского короля Карла V. Мир между этими королями был заключён в 1366 году.
В 1365 году младший брат Карла Наваррского — Людовик д’Эврё (граф де Бомон-ле-Роже) — женился на Иоанне (герцогине Дураццо). Вскоре Дураццо был взят албанцами, которых возглавил Карл Топия. Чтобы вернуть владения, Людовик и Иоанна обратились за помощью к родственникам. Король Карл Французский выделил пятьдесят тысяч дукатов, а король Карл Наваррский предоставил имеющих боевой опыт наёмников.
К 1372 году Ангерран VII де Куси нанял (в основном в Гаскони) 500 копейщиков и 500 конных лучников, собравшихся в Неаполе. В 1375—1376 годах к ним присоединились дополнительные силы, нанятые в Наварре. В 1376 году с помощью этих наёмников Людовик взял Дураццо, однако в том же году умер, в результате чего наёмники оказались без нанимателя. В начале 1377 года они нанялись к арагонскому королю Педро IV и сорганизовались в четыре роты, которыми командовали гасконцы Пайот де Кокерел и Педро де ла Сага, а также наваррцы Хуан де Уртубиа и Гварро.

## Морея
В апреле 1378 года великий магистр ордена Госпитальеров Хуан Фернандес де Эредиа был пленён деспотом Арты Гин Буа Шпатой. Коммандант Госпитальеров в Ахейском княжестве Гоше де ла Бастид тут же нанял Наваррскую компанию на восьмимесячный срок.
После окончания службы у Госпитальеров наваррцев нанял Жак де Бо, претендовавший на Ахейское княжество. Наваррская компания, став фактически правящей силой в Морее, воевала с Каталонской компанией, правившей в Афинском герцогстве. Используя свой титул «императора Константинополя», Жак де Бо раздал руководителям Наваррской компании титулы, закрепившие их приобретения в Ахейском княжестве. После смерти Жака де Бо эти новые бароны не признали его наследников и стали сами выбирать себе сюзеренов.